# Clusiaceae
Clusiaceae (клузієві або клюзієві)  — родина квіткових рослин, яка містить 14 родів сучасних рослин з понад 1000 видами поширеними від помірних зон до тропіків земної кулі.

## Опис
Це, як правило дерева, чагарники й ліани (рідко трави). Рослини дводомні або гермафродити. Листки рідко розміщені навпроти або чергові, прості й цілісні. Суцвіття кінцеві або пахвові волоті, згустки пучків або рідко поодинокі квіти. Квіти містять рідко три, часто чотири або п'ять пелюсток і рідко тільки три-чотири, зазвичай від 20 до 100 тичинок, які можуть бути злиті або вільні. Плід: сухі або м'ясисті капсули, кістянки або ягоди. У видів з Нового Світу, насіння часто має аріли.

## Поширення, екологія
Населяє від помірних зон до тропіків.

## Галерея

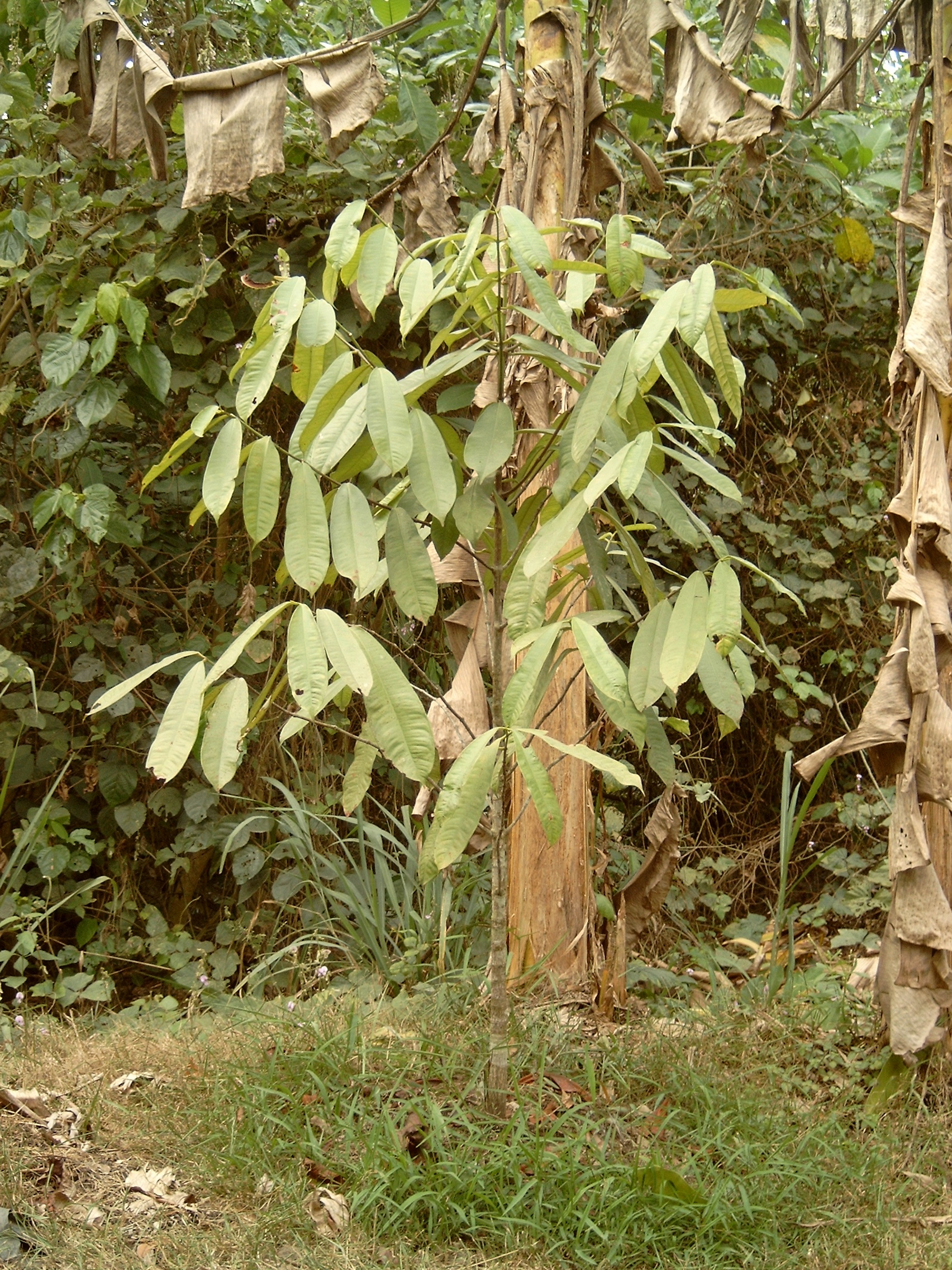
Allanblackia parviflora
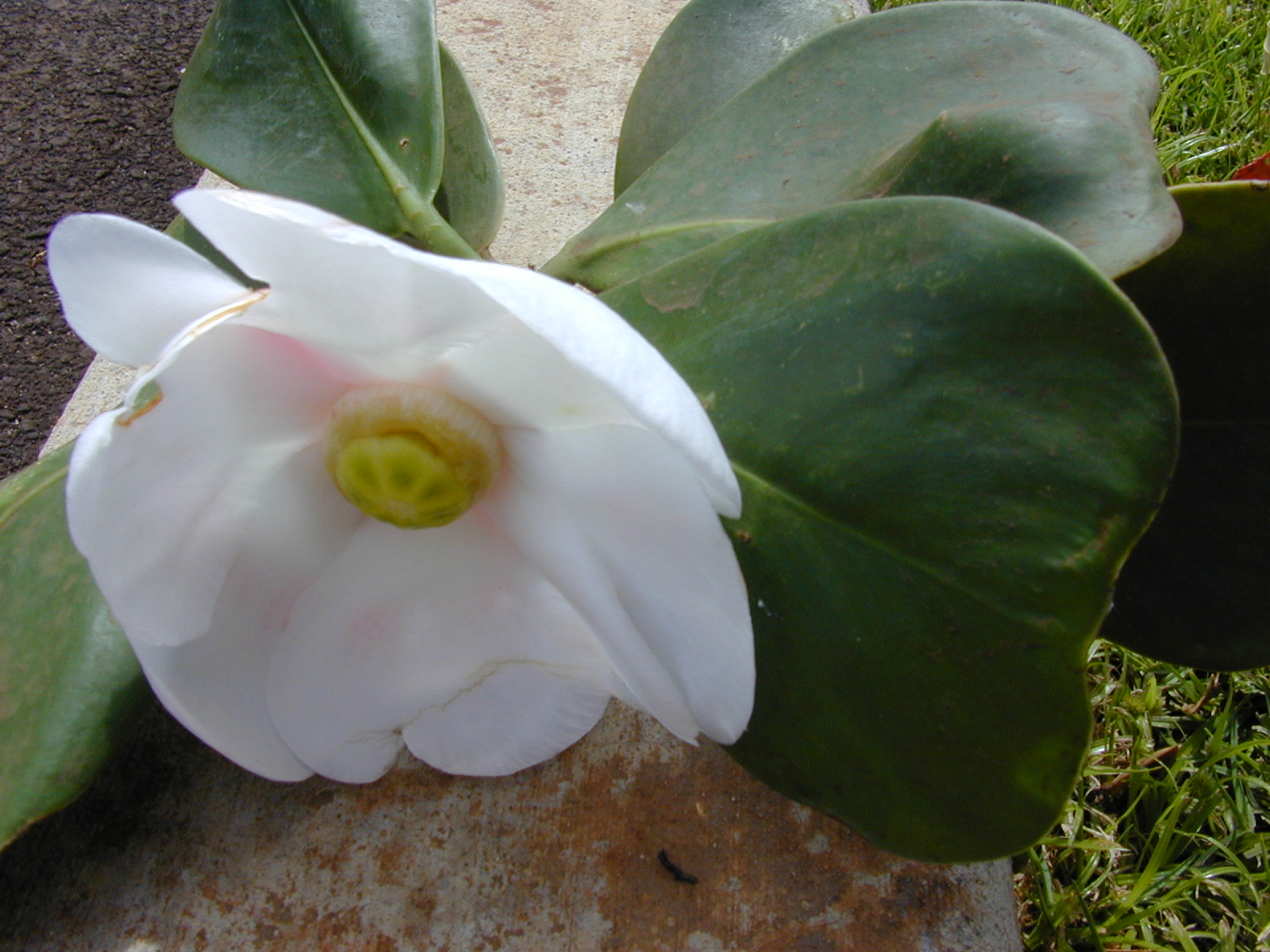
Clusia rosea
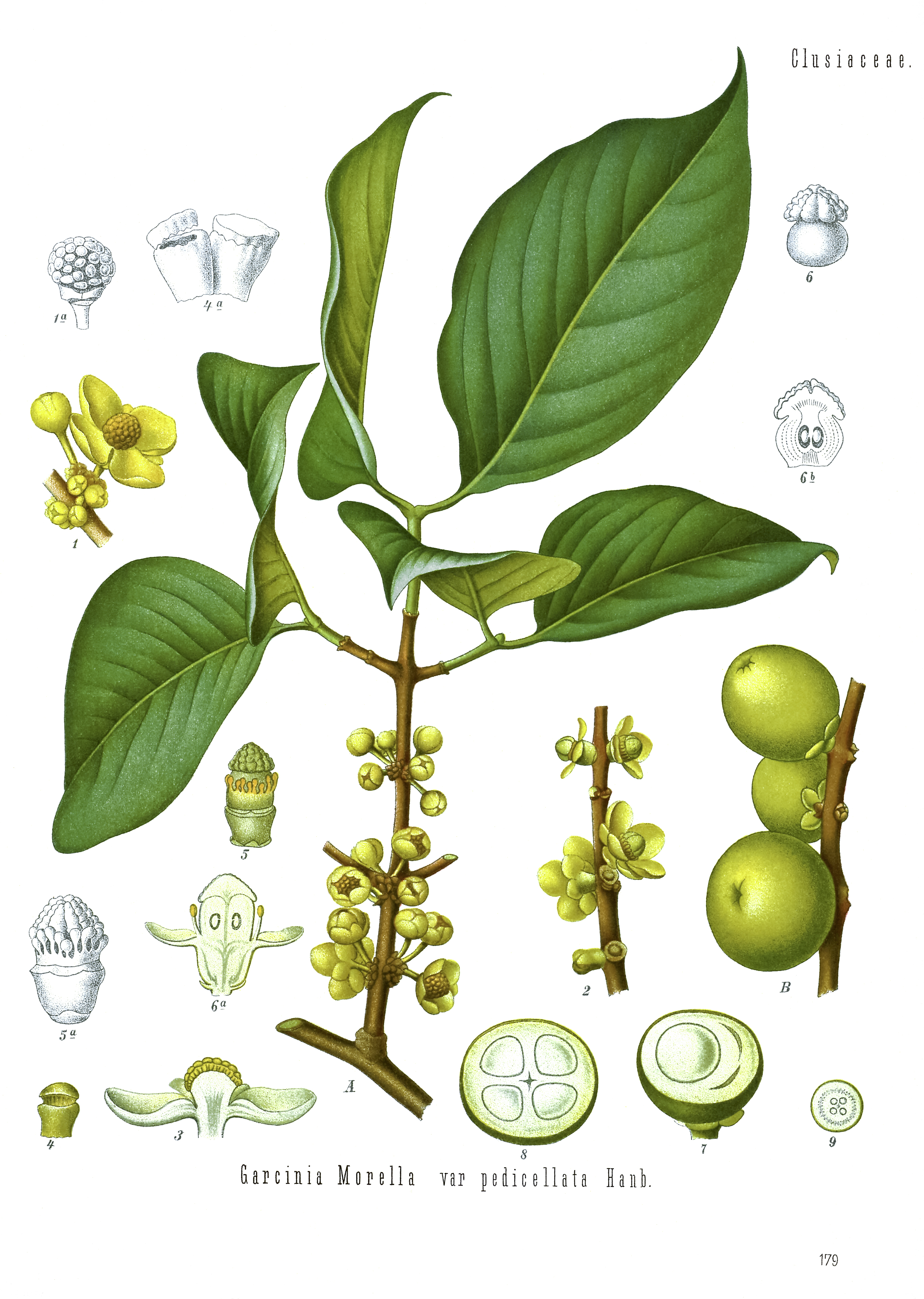
Garcinia morella
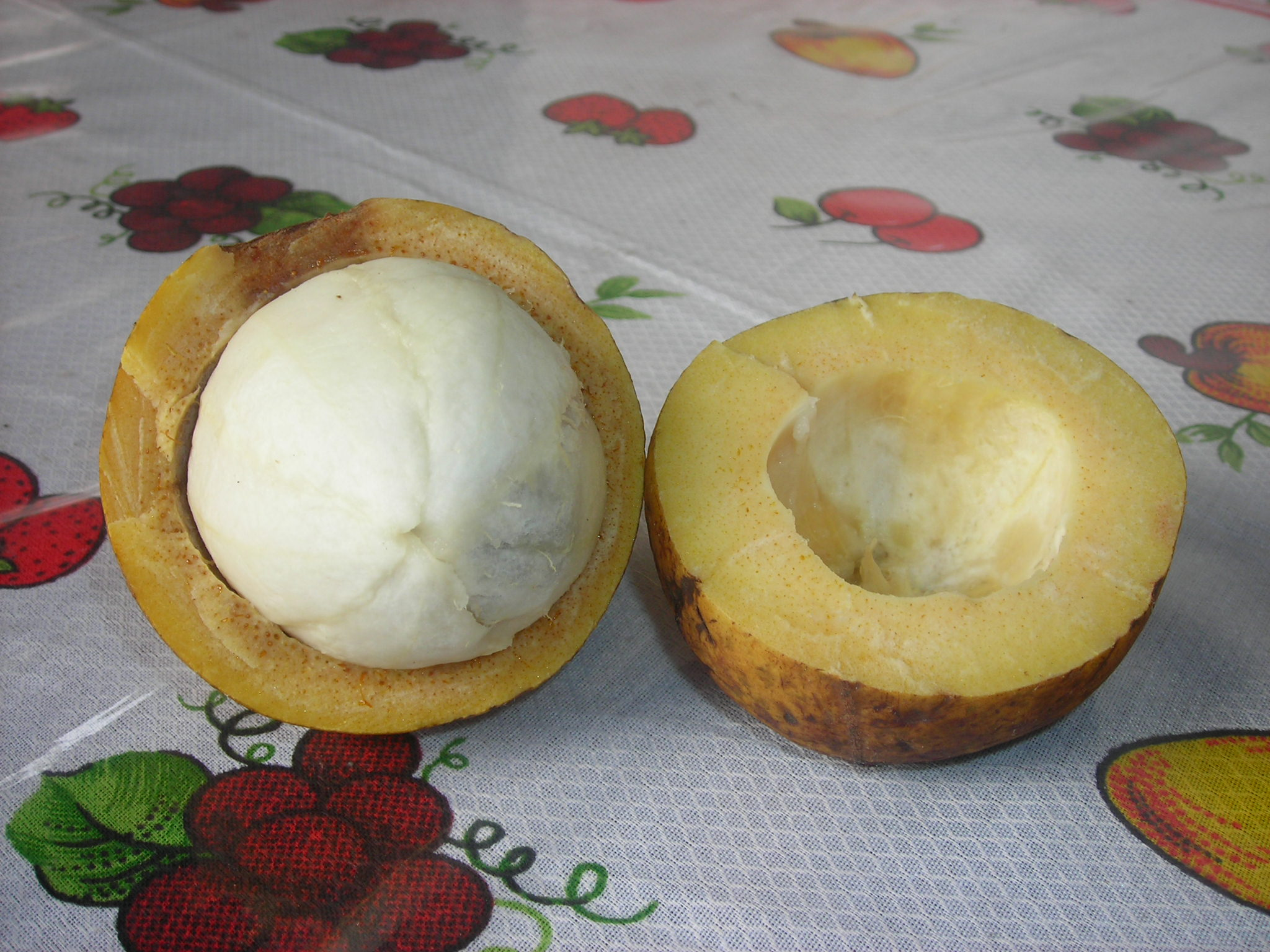
Platonia insignis
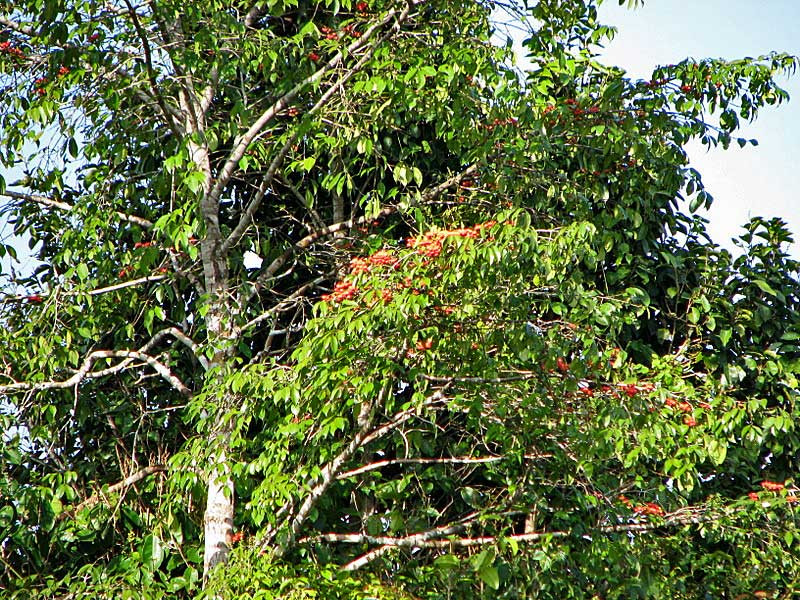
Symphonia globulifera